# ノックス (フリゲート)
| USS Knox (FF-1052) |                                                                |
| 艦歴               |                                                                |
| 発注               | 1964年7月22日                                                  |
| 起工               | 1965年10月5日                                                  |
| 進水               | 1966年11月19日                                                 |
| 就役               | 1969年4月12日                                                  |
| 退役               | 1992年2月14日                                                  |
| 除籍               | 1995年1月11日                                                  |
| その後             | 2007年に標的艦として海没処分                                   |
| 性能諸元           |                                                                |
| 排水量             | 基準: 3,068t                                                   |
| 排水量             | 満載: 4,130t                                                   |
| 全長               | 133.5 m (438 ft)                                               |
| 全幅               | 14.33 m (47 ft)                                                |
| 吃水               | 7.62 m (24.75 ft)                                              |
| 機関               | 水管ボイラー (84.4at, 538℃)×2缶                                |
| 機関               | 蒸気タービン (35,000hp)×1基                                    |
| 機関               | スクリュープロペラ×1軸                                         |
| 速力               | 最大: 27ノット以上                                             |
| 航続距離           | 4,500海里 (20ノット巡航時)                                     |
| 乗員               | 士官16名、曹士211名                                            |
| 兵装               | Mk.42 5インチ単装速射砲×1基                                    |
| 兵装               | シースパローBPDMS 8連装発射機×1基 ※後日装備                    |
| 兵装               | Mk.16 8連装ミサイル発射機×1基 (アスロックSUM, ハープーンSSM用) |
| 兵装               | Mk.32 mod.9 連装短魚雷発射管×2基                               |
| 艦載機             | QH-50 DASH×2機 ※SH-2 LAMPSヘリコプター×1機に 後日換装          |
| FCS                | Mk.68 砲射撃指揮用                                             |
| FCS                | Mk.115 BPDMS射撃指揮用 ※後日装備                               |
| FCS                | Mk.114 水中攻撃指揮用                                          |
| センサ             | AN/SPS-40 対空捜索レーダー                                     |
| センサ             | AN/SPS-10 対水上捜索レーダー ※AN/SPS-67に後日換装              |
| センサ             | AN/SQS-26CX 艦首装備ソナー                                     |
| センサ             | AN/SQS-35 可変深度ソナー ※AN/SQR-18戦術曳航ソナーに後日換装    |
| 電子戦             | AN/WLR-1C電波探知装置 ※AN/SLQ-32に後日換装                     |
| 電子戦             | AN/ULQ-6C電波妨害装置 ※AN/SLQ-32への換装と同時に撤去           |
| 電子戦             | Mk.137 6連装デコイ発射機×2基 ※後日装備                         |
| モットー           |                                                                |

ノックス (英語: USS Knox, DE-1052/FF-1052) は、アメリカ海軍のフリゲート。ノックス級フリゲートの1番艦。艦名はダドリー・ライト・ノックス代将に因む。その名を持つ艦としては2隻目。就役時は護衛駆逐艦に分類された。

## 艦歴
ノックスはワシントン州シアトルのトッド・パシフィック造船所で1965年10月5日に起工する。1966年11月19日にピーター・A・スターテヴァント夫人（ノックス代将の孫娘）によって命名、進水し、1969年4月12日にウィリアム・A・ラム艦長の指揮下就役した。
ノックスは太平洋艦隊に配属され、救援作戦、撤兵、海上封鎖、監視支援などの様々な任務に従事した。1975年6月30日にフリゲートに艦種変更され、FF-1052 の船体番号を与えられる。
ノックスは1992年2月14日に退役し、1995年1月11日に除籍された。NAVSEA はノックスを寄贈艦として一時的に保管したが、2003年頃にリストから外した。
ノックスはピュージェット・サウンド海軍工廠に保管された後、グアム沖で2007年8月7日に人工岩礁として海没処分された。